# Article 24 de la Constitution belge
L'article 24 de la Constitution de la Belgique fait partie du titre II « Des Belges et de leurs droits ». Il garantit la liberté d'enseignement.

## Texte de l'article actuel
« § 1er. L'enseignement est libre; toute mesure préventive est interdite; la répression des délits n'est réglée que par la loi ou le décret.

La communauté assure le libre choix des parents.
La communauté organise un enseignement qui est neutre. La neutralité implique notamment le respect des conceptions philosophiques, idéologiques ou religieuses des parents et des élèves.
Les écoles organisées par les pouvoirs publics offrent, jusqu'à la fin de l'obligation scolaire, le choix entre l'enseignement d'une des religions reconnues et celui de la morale non confessionnelle.
§ 2. Si une communauté, en tant que pouvoir organisateur, veut déléguer des compétences à un ou plusieurs organes autonomes, elle ne le pourra que par décret adopté à la majorité des deux tiers des suffrages exprimés.
§ 3. Chacun a droit à l'enseignement dans le respect des libertés et droits fondamentaux. L'accès à l'enseignement est gratuit jusqu'à la fin de l'obligation scolaire.
Tous les élèves soumis à l'obligation scolaire ont droit, à charge de la communauté, à une éducation morale ou religieuse.
§ 4. Tous les élèves ou étudiants, parents, membres du personnel et établissements d'enseignement sont égaux devant la loi ou le décret. La loi et le décret prennent en compte les différences objectives, notamment les caractéristiques propres à chaque pouvoir organisateur, qui justifient un traitement approprié.

§ 5. L'organisation, la reconnaissance ou le subventionnement de l'enseignement par la communauté sont réglés par la loi ou le décret. »
— Article 24 de la Constitution